# Ризница
Ризница е вид защитна дреха (броня) в миналото, изработена от сплетени железни халки, или металическа мрежа за защита от поражение на хладно оръжие. Използвани са различни видове ризници: под формата на ризи, покриващи само торса до раменете или покриващи изцяло тялото от главата до краката (hauberk). В българските земи е използвана и от българите в средновековието. Изобразена е на стенописите на Боянската църква (13 век).

## История
Най-старият образец на ризница е келтски и е намерен в Румъния. Нейното създаване се приписва на келтите,, но има и етруска ризница от 4 век пр. Хр.. Ризницата се разпространява в Северна Африка, Западна Африка, Средния изток, Централна Азия, Индия, Тибет, Югоизточна Азия и Япония.
В Европа използването на ризница на бойното поле е широко през Желязната епоха и Средновековието, но постепенно излиза от употреба през 16 и 17 век. Под ризницата и изобщо металната броня във всички варианти обикновено се носи гамбезон който и сам по себе си е евтина броня.
Сплетена метална мрежа по същата технология се използва и през 21 век като компонент в устойчиви на удари персонални защитни облекла, предпазни ръкавици за месари и работници в дървообработката, предпазни облекла срещу акули и много други приложения.
- Цяла ризница с чорапи и туника
- Статуя на галски войник в ризница.
- Стенопис с изображение на войник от древна Македония с ризница